# Europs zonatus
Europs zonatus es una especie de coleóptero de la familia Monotomidae.

## Distribución geográfica
Habita en la Martinica y Guadalupe (Francia).